# Бравар-Вериер, Пьер
Пьер Клод Жан-Батист Бравар-Вериер (фр. Pierre-Claude-Jean-Baptiste Bravard-Veyrières; 3 февраля 1804, Арланк, департамента Пюи-де-Дом — 3 марта 1861, Париж) — французский юрист, общественный деятель, депутат учредительного и законодательного собраний Франции 1848—1849 гг. Профессор коммерческого права.

## Биография
Сын врача. Несмотря на уговоры семьи продолжить дело отца, решил изучать право. Обучался в колледже Louis-le-Grand, где подружился с Танги Дюшателем. Затем поступил на юридический факультет, окончил аспирантуру в 1824 году и в следующем году стал доктором права.
В течение нескольких лет занимался адвокатской практикой. Преподавал. В мае 1830 года стал профессором коммерческого права.
После Февральской революции во Франции был избран представителем от Пюи-де-Дом в Учредительное собрание. Выступал защитником Ассамблеи из самых консервативных идей, при его помощи был принят проект закона о конкордатах.
Участвовал в подготовке и принятии пропорционального налога, сторонник отмены налога на вино, противник снижения налога на соль.
В мае 1849 года был переизбран депутатом Законодательного собрания.
После прихода к власти Наполеона III, ушел из политики.
Был награждён кавалерским орденом Почётного легиона (1847) и офицерским Крестом Почётного легиона (1860).
С 1827 по 1830, будучи еще адвокатом, публиковал для журнала le Journal du Palais et le Recueil статьи по гражданским делам, которые рассматривались в апелляционных судах, сопровождая их своими комментариями.

## Избранные публикации
- «Leçons sur l’amortissement» (1833);
- «De l’Etude et de l’enseignement du droit romain» (1837);
- «Examen du titre des faillites, du Code de commerce» (1838);
- «Manuel de droit commercial» (1839; 7 изд., 1867);
- «Traité de droit commercial» (6 томов, 1861—1875)

Уже после его смерти был издан Traité de droit commercial (Большой договор коммерческого права).